# David Guérin
 (mai 2025).
Si vous disposez d'ouvrages ou d'articles de référence ou si vous connaissez des sites web de qualité traitant du thème abordé ici, merci de compléter l'article en donnant les références utiles à sa vérifiabilité et en les liant à la section « Notes et références ».
David Guérin est un homme politique français.

## Biographie
Suppléant de la députée de la neuvième circonscription de la Seine-Maritime Marie-Agnès Poussier-Winsback qui est nommée ministre en 2024, David Guérin devient député.